# 松平乗次
松平 乗次（まつだいら のりつぐ）は、江戸時代前期の大名。三河国大給藩初代藩主。真次流大給松平家2代当主。官位は従五位下・縫殿頭。

## 生涯
寛永9年（1632年）3月20日、7000石の旗本である松平真次の長男として誕生。真次は男子に恵まれなかったため、乗次が誕生する前に養子として乗真を迎えていた。そのため正保3年（1646年）に真次が死去すると、その領地と家督をめぐって両者が争った。結局は3代将軍・徳川家光の裁定により、乗次が家督と4000石、乗真が3000石をそれぞれ相続することとなった。
寛文2年（1662年）3月7日に小姓組番頭に任じられ、12月7日に従五位下・縫殿頭に叙位・任官する。寛文9年（1669年）7月8日に書院番頭に任じられ、寛文12年（1672年）12月3日に大番頭に任じられ、延宝9年（1681年）9月14日に江戸城留守居役に任じられるなど、幕府の要職を歴任したことから、天和2年（1682年）4月21日に丹波国何鹿郡・氷上郡などで2000石を加増された。
天和3年（1683年）7月に江戸城大奥の普請役を命じられ、貞享元年（1684年）に大坂定番に任じられると同時に摂津国・河内国・丹波などで1万石の加増を受けて合計1万6000石の大名となり、大給藩主となった。
しかし領地に入部することもなく、家督相続から3年後の貞享4年（1687年）8月30日に死去した。享年56。跡を長男・乗成が継いだ。

## 系譜
父母
- 松平真次（父）

正室
- 本多正直の娘

子女
- 松平乗成（長男）
- 松平貞乗（次男）
- 赤井忠広室
- 桑山元稠室
- 酒井忠英正室
- 天方致通室

養子
- 本多正種室 ー 畠山義里の娘、松平乗真の母